# Stora Skäresjö
Stora Skäresjö är en sjö i Nybro kommun i Småland och ingår i Alsteråns huvudavrinningsområde. Sjön har en area på 0,0964 kvadratkilometer och ligger 86 meter över havet.